# Synagoga Cikána w Pradze
Synagoga Cikána w Pradze (cz. Cikánova synagoga) – mała bożnica zbudowana w 1613 roku w Pradze, przy ulicy Bílkověj, z inicjatywy Salomona Salkida, zwanego Cikánem. Synagogę kilkakrotnie trawił pożar, m.in. w 1689 roku, kiedy to została doszczętnie spalona, ale już w 1701 roku została odbudowana.
Synagoga została zburzona 6 maja 1906 roku w ramach wielkiej przebudowy Josefova. W późniejszym okresie wybudowano Synagogę Jubileuszową, którą zastąpiła trzy wyburzone bożnice: Nową, Cikána oraz Wielkodworską.